# Kepler-186 f
Kepler-186 f — экзопланета в планетной системе красного карлика Kepler-186 в созвездии Лебедя на расстоянии 492 св. года от Земли. Это первая планета с радиусом, близким к земному, обнаруженная в обитаемой зоне другой звезды. Планета обнаружена с помощью космического телескопа «Кеплер» транзитным методом вместе с четырьмя другими планетами, обращающимися гораздо ближе к звезде (каждая несколько больше Земли). Для обнаружения сигнала планеты понадобился анализ данных за три года. Результаты были первоначально представлены на конференции 19 марта 2014 и тогда же некоторые подробности были обнародованы в прессе. Об открытии было объявлено 17 апреля 2014 года.

## Характеристики

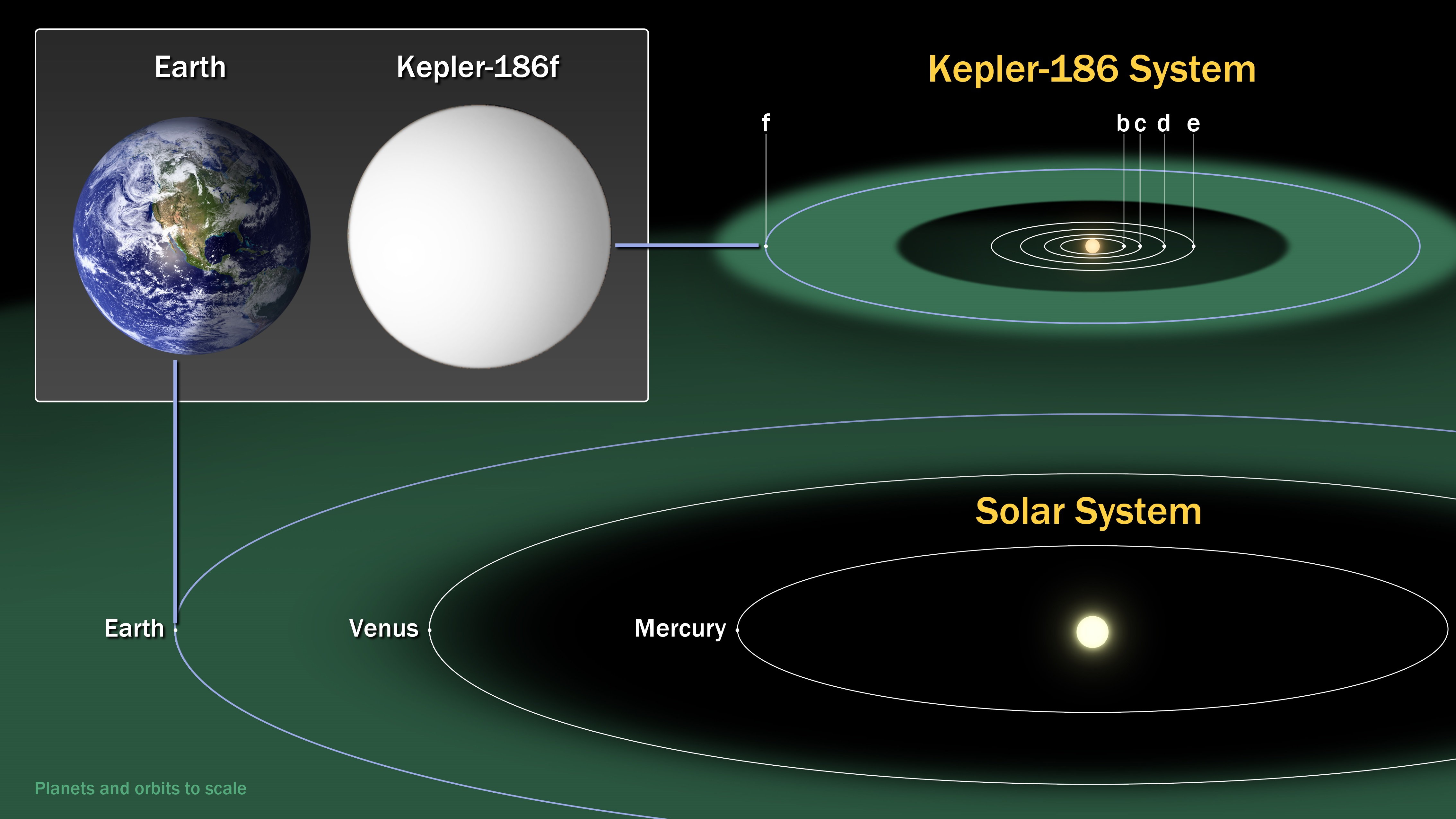
Сравнение системы звезды Kepler-186 с Солнечной системой

Kepler-186 f совершает один оборот за 129,9 дней вокруг своей звезды, светимость которой равна лишь 4 % светимости Солнца. Большая полуось орбиты планеты составляет 0,393 а.е. (для сравнения, у Меркурия это значение равно 0,387 а.е.). Обитаемая зона этой планетной системы, по консервативной оценке, находится на расстоянии от звезды, которому соответствует от 88 % до 25 % земной освещённости (от 0,22 а.е. до 0,4 а.е.). Kepler-186 f имеет освещённость 32 %, находясь тем самым безусловно внутри обитаемой зоны, хотя ближе к наружному её краю, аналогично положению Марса в Солнечной системе. Поток излучения, получаемый Kepler-186 f, аналогичен потоку для Глизе 581 d.
Масса, плотность и состав планеты неизвестны. Масса может варьироваться от 0,32 массы Земли, если планета полностью состоит из воды и льда, до 3,77 массы Земли, если состоит из железа. Если состав планеты схож с земным, то масса составит 1,44 массы Земли.
Радиус Kepler-186 f больше земного на 13 %. Наклон оси вращения у Kepler-186 f является таким же стабильным, как наклон оси вращения у планеты Kepler-62 f.
Плотная водородно-гелиевая атмосфера считается маловероятной для планет с радиусами до полутора земного. Красные карлики, к которым принадлежит звезда планеты, излучают сильный поток высокоэнергетического ультрафиолетового излучения на ранних стадиях существования звезды. Планета могла потерять первичную атмосферу под воздействием этого излучения, в частности значительную часть водорода и гелия путём термальной диссипации атмосферы.
В июне 2018 года исследования показали, что Кеплер-186f может иметь сезоны и климат, подобные земным. Это существенно повышает шансы на обитаемость планеты и её сходство с Землёй.
При отсутствии атмосферы, температура поверхности Kepler-186f будет -85 °C. При сильном парниковом эффекте, температура на этой экзопланете будет примерно такая же, как и на Земле.